# Saumane (Alpy Górnej Prowansji)
Saumane – miejscowość i gmina we Francji, w regionie Prowansja-Alpy-Lazurowe Wybrzeże, w departamencie Alpy Górnej Prowansji.

## Demografia
Według danych na rok 1990 gminę zamieszkiwało 80 osób, a gęstość zaludnienia wynosiła 25 osób/km². W styczniu 2015 r. Saumane zamieszkiwało 113 osób, przy gęstości zaludnienia wynoszącej 35,3 osób/km².